# مایکل کانلی
 مایکل کانلی (انگلیسی: Michael Connelly؛ زادهٔ ۲۱ ژوئیهٔ ۱۹۵۶) یک نویسنده داستان‌های جنایی اهل ایالات متحده آمریکا است. او پس از دانش‌آموختگی از دانشگاه فلوریدا به کار در مطبوعات پرداخت و در سال ۱۹۸۶ با مشارکت در نگارش گزارشی مستند از بازماندگان یک سانحهٔ هوایی، موفق شد به‌عنوان نویسندهٔ همکار، به فهرست نهایی برگزیدگان دریافت جایزهٔ پولیتزر راه یابد. این موفقیت سبب شد او به‌سرعت راه پیشرفت را بپیماید و به‌عنوان خبرنگار لس‌آنجلس تایمز به کار مشغول شود.
کانلی در سال ۱۹۹۲ جایزه ادگار را به پاس نگارش اولین کتابش (طنین سیاه) به دست آورد او خالق «هری بوش»، یکی از همدلی‌برانگیزترین شخصیت‌های ادبیات پلیسی است که بسیاری از کارشناسان او را هم‌ردیف «سام اسپید» و «فیلیپ مارلو» می‌دانند. تاکنون ۳۷ رمان پلیسی نوشته است که هری بوش در ۲۴ کتاب حضور دارد. بر اساس کتاب های او سریال تلویزیونی به همین نام، بوش نیز ساخته شده و از سال ۲۰۱۵ تا ۲۰۲۲ به نمایش درآمده است.

## آثار
- پژواک سیاه (۱۹۹۲)
- یخ سیاه (۱۹۹۳)
- شاعر (۱۹۹۶)
- خونخواهی (۱۹۹۸)
- نور پنهان (۲۰۰۳)
- وکیل لیکلن (۲۰۰۵)
- گذر (۲۰۱۵)